# تاريخ غلاسكو
تتناول هذه المقالة تاريخ مدينة غلاسكو باسكتلندا. انظر أيضًا التسلسل الزمني لتاريخ غلاسكو.

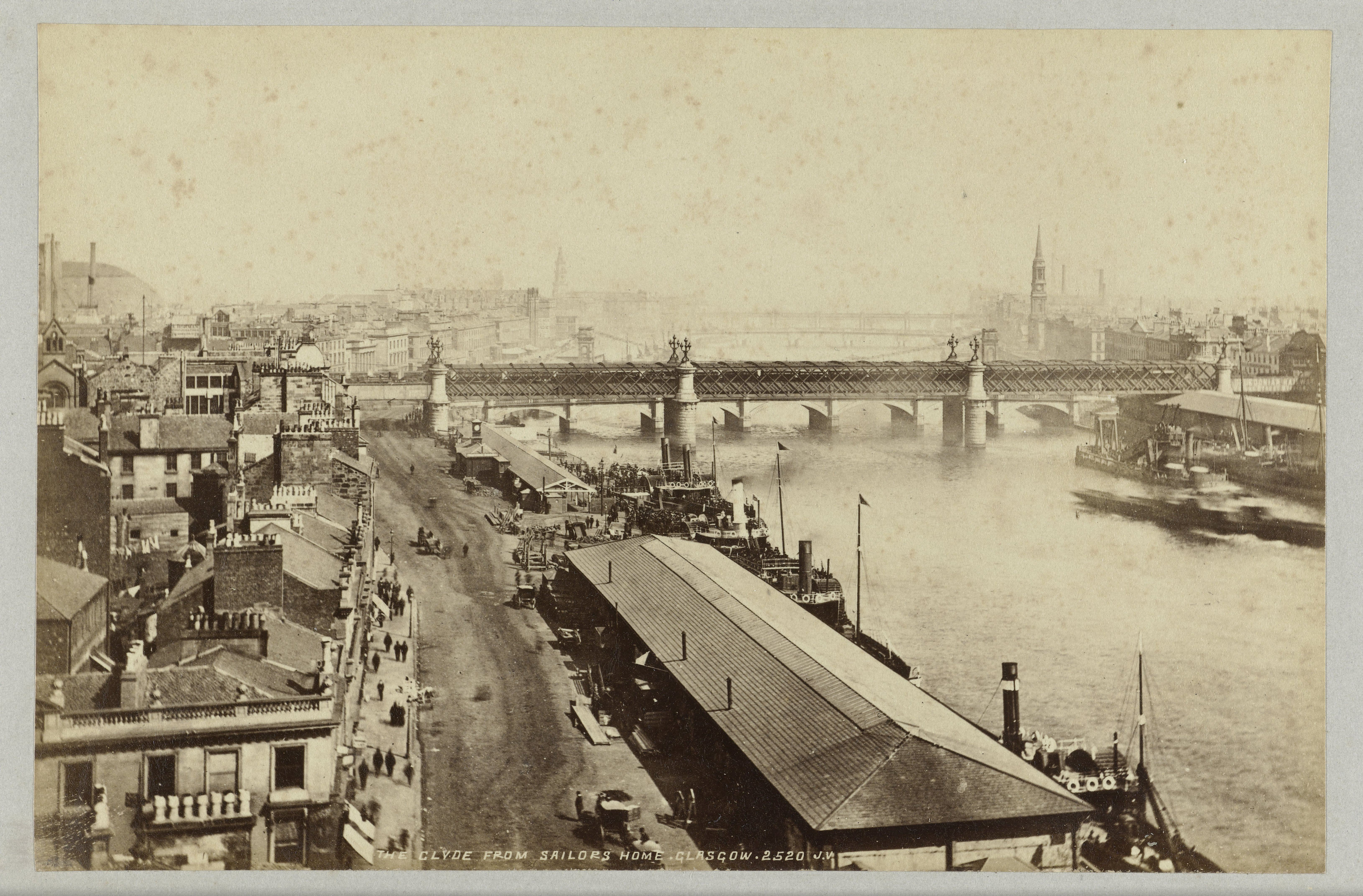
أرصفة غلاسكو 1860

## تأسيس المدينة

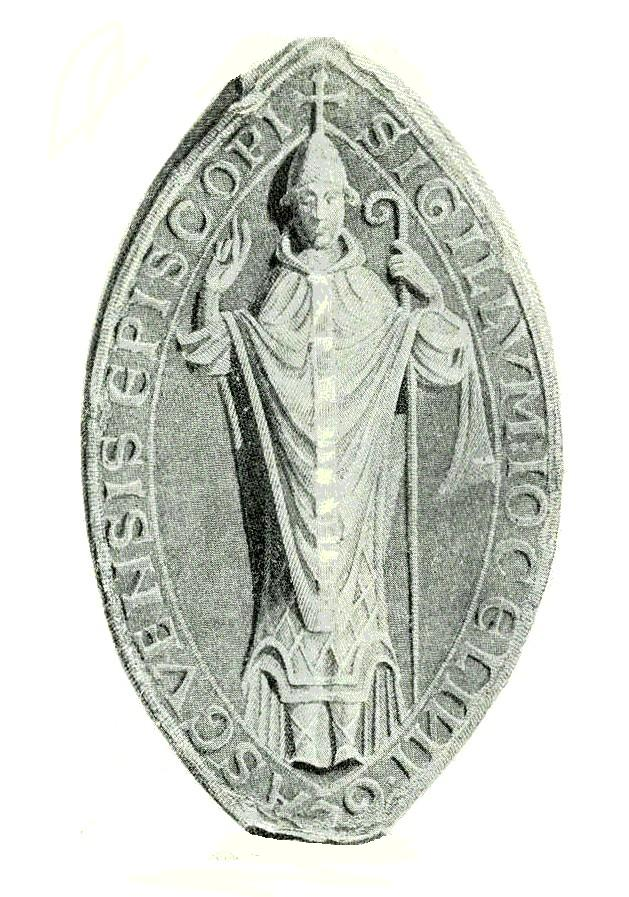
ختم أو ختم جوسلين، أسقف غلاسكو، مؤسس برج غلاسكو.

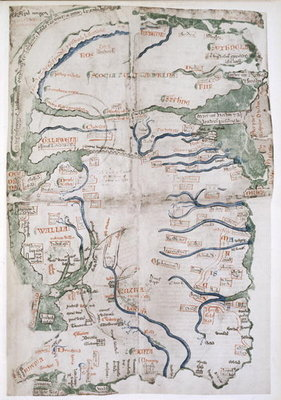
خريطة لماثيو من باريس تظهر غلاسكو في الربع العلوي الأيسر. موجودة في المكتبة البريطانية. ج. 1250

تواجد الموقع الحالي لجلاسكو منذ عصور ما قبل التاريخ، لكونه أبعد نقطة في اتجاه مجرى نهر كلايد، عند التقائه بنهر موليندينار . بنى الرومان بؤر استيطانية في المنطقة وشيدوا الجدار الأنطوني لإبقاء بريطانيا الرومانية منفصلة عن سلتيك وكاليدونيا البكتيشية. يمكن رؤية عناصر من الجدار، مثل مذابح الحصون الرومانية، بما في ذلك Balmuildy ، في متحف Hunterian . بعد انسحاب الرومان من كاليدونيا، كانت القرية جزءًا من مملكة ستراثكلايد الكبيرة، وعاصمتها دمبارتون 15 ميل (24 كـم)من المصب. اندمجت في القرن التاسع مع مناطق أخرى لإنشاء مملكة اسكتلندا المتحدة. تنبع أصول غلاسكو كمدينة راسخة من موقعها في العصور الوسطى كثاني أكبر أسقفية في اسكتلندا. ازدادت أهمية غلاسكو خلال القرنين العاشر والحادي عشر عندما أعيد تنظيم هذه الأسقفية من قبل الملك ديفيد الأول ملك اسكتلندا وجون، أسقف غلاسكو.
تم إنشاء موقع ديني سابق من قبل القديس مونجو في القرن السادس. أصبحت الأسقفية واحدة من أكبر وأغنى الأسقفيات في مملكة اسكتلندا، مما أدى إلى تحسين وضع المدينة. بين عامي 1175 و 1178 تم تعزيز مكانتها بشكل أكبر عندما حصل الأسقف جوسلين للمنطقة الأسقفية على لقب بورغ من الملك ويليام الأول ملك اسكتلندا، مما سمح للمستوطنة بالتوسع من خلال احتكاراتها التجارية والضمانات القانونية الأخرى. في وقت لاحق بين عامي 1189 و 1195، تم إنشاء معرض سنوي، والذي استمر حتى اليوم باسم معرض جلاسكو.
أدرج ماثيو باريس مدينة غلاسكو على خريطة بريطانيا حوالي عام 1250، وكتب اسمها باسم «جلاسجو». وصفتها سوزان لويس بأنها تظهر في «نهاية نهر كلايد في النهاية البعيدة جهة الجنوب الشرقي من فيرث كلايد».

## كاتدرائية غلاسكو
بحلول القرن الثاني عشر، مُنحت غلاسكو مكانة ما يمكن تسميته الآن مدينة وكانت الكاتدرائية مركز للأساقفة (وبعد عام 1472) أصبحت أسقفية غلاسكو. على الرغم من وجود مبان خشبية في الموقع، فقد تم اعتماد أول كاتدرائية حجرية في حوالي عام 1136 واستبدلت بأخرى أكبر تم اعتمادها في عام 1197. في القرن الخامس عشر، تم إنشاء كنيسة صغيرة خاصة للقديس سانت ماتشان في صحن الكنيسة الشمالي والتي تم فتحها للمصلين عند وفاة المؤسس. استمرت التوسعات والتعديلات في مباني الكاتدرائية منذ ذلك الحين. وكانت أحدث إضافة هي نافذة الألفية التي تم افتتاحها في 3 يونيو 1999.
بعد فترة الإصلاح الديني في عام 1560، انتهت الطقوس الكاثوليكية وأزيلت التماثيل والرموز الكاثوليكية أو تمت إعادة الطلاء عليها. خدمت الكاتدرائية الكبيرة ثلاث أبرشيات مشيخية مختلفة في وقت واحد. تم استخدام الجوقة من قبل أبرشية الرعية العليا الداخلية. تم استخدام صحن الكنيسة من قبل أبرشية الرعية العليا الخارجية (سميت فيما بعد القديس بولس). تم استخدام القبو من قبل أبرشية لاي.

## جامعة جلاسكو
في عام 1451، أسس Papal Bull جامعة غلاسكو وأنشئت في مبانٍ دينية متواجدة في حرم كاتدرائية غلاسكو. بحلول بداية القرن السادس عشر، أصبحت غلاسكو مدينة دينية وأكاديمية مهمة وبحلول القرن السابع عشر، انتقلت الجامعة من حرم الكاتدرائية إلى مبناها الخاص في شارع هاي ستريت. بعد 1870 حصلت الجامعة على مكانة دولية. تم تقييم جودة التدريس بالجامعة في عام 2009 لتكون من بين أفضل عشرة جامعات في بريطانيا، بالإضافة السمعتها الشهيرة كونها مركزا «قوي للأبحاث».

## التجارة والثورة الصناعية

### التجارة الأطلسية

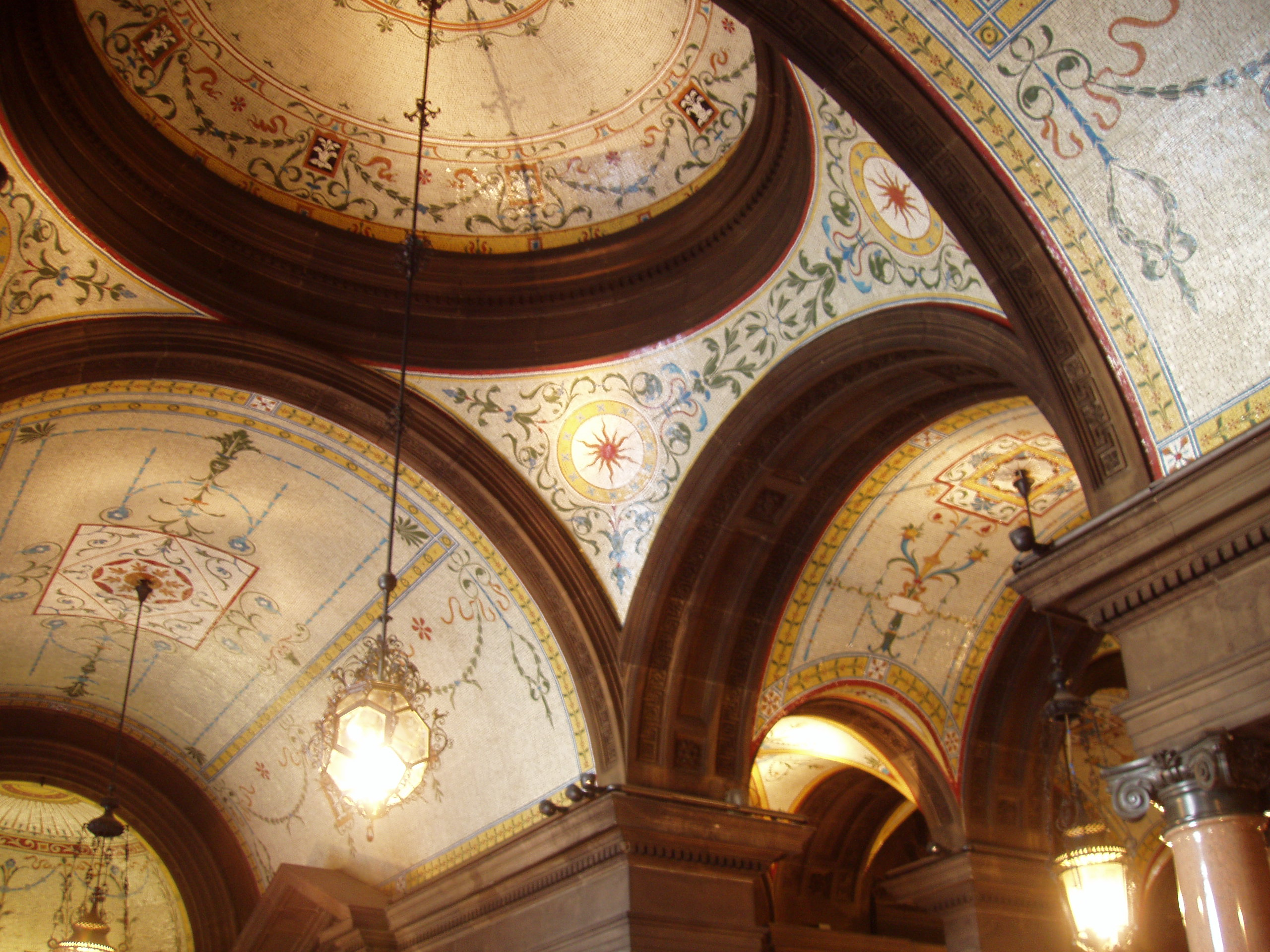
غرف مدينة غلاسكو ، سقف فسيفساء لوجيا الطابق الأرضي

بحلول القرن السادس عشر، بدأ التجار والحرفيون في المدينة يمارسون نفوذًا كبيرًا، لا سيما شركة الخياطين المتحدة، والتي كانت في عام 1604 أكبر نقابة في غلاسكو؛ شكلت النقابات التجارية والحرفية حوالي 10٪ من السكان بحلول القرن السابع عشر. ومع اكتشاف العالم الجديد والطرق التجارية التي تم افتتاحها، كانت غلاسكو في وضع مثالي لتصبح مركزًا تجاريًا مهمًا حيث يوفر نهر كلايد المواصلات إلى المدينة وبقية اسكتلندا للشحن التجاري. لم يكن طريقها إلى النجاح سهلاً: في عام 1651، تم تمرير قوانين الملاحة الإنجليزية، مما جعل التجارة مع المستعمرات الإنجليزية أمرًا غير قانوني للسفن غير الإنجليزية. كما مُنعت السفن غير الإنجليزية من نقل البضائع من خارج أوروبا إلى إنجلترا أو مستعمراتها. فشلت محاولة اسكتلندا الأولى للتجارة عبر المحيط الأطلسي في عام 1629، عندما أدت الحروب الأنجلو-فرنسية إلى خسارة مستعمرة اسكتلندا الوليدة نوفا سكوشا. انتهت المحاولة الثانية لعمل مستعمرة اسكتلندية، مخطط دارين، بكارثة، مما أدى إلى إفلاس البلاد في عام 1700. لم يكن هذا ليوقف الموضوع واستمر التهريب على نطاق صغير مع المستعمرات الإنجليزية حتى صدور قانون الاتحاد عام 1707.
سمح الوصول إلى المحيط الأطلسي باستيراد سلع مثل التبغ الأمريكي والقطن والسكر الكاريبي، والتي تم تداولها بعد ذلك في جميع أنحاء المملكة المتحدة وأوروبا. ازدهرت هذه الواردات بعد عام 1707، عندما جعل الاتحاد مع إنجلترا التجارة قانونية. بحلول عام 1760، تفوقت غلاسكو على لندن باعتبارها الميناء الرئيسي للتبغ في المملكة المتحدة. وضعت حرب الاستقلال الأمريكية حداً لمعظم التجارة الأمريكية، مما أدى إلى الانهيار المالي للبعض. تحولت التجارة حينها إلى السكر، الذي استورد إلى حد كبير من منطقة البحر الكاريبي.
كان تحول غلاسكو من مدينة إقليمية إلى مركز أعمال دولي قائمًا في الأصل على سيطرتها على تجارة التبغ في القرن الثامن عشر مع أمريكا. توقفت التجارة بسبب الحرب الثورية الأمريكية، ولم تتمكن من استرداد حتى ربع تجارتها القديمة. ازداد ثراء تجار التبغ مع ارتفاع قيمة مخزونهم من التبغ؛ فقاموا بتنويع ممتلكاتهم ولم يجابهوا خسائر شديدة. حوّل التجار انتباههم إلى جزر الهند الغربية وإلى المصنوعات النسيجية. جعلت التجارة مجموعة من أباطرة التبغ أثرياء للغاية؛ تبنوا أسلوب حياة الأرستقراطيين، وأنفقوا مبالغ طائلة على المنازل الكبيرة والكنائس الرائعة في غلاسكو. شيد التجار مبانٍ وآثارًا مذهلة لا يزال من الممكن رؤيتها حتى يومنا هذا، كما أعادوا استثمار أموالهم في التنمية الصناعية لمساعدة غلاسكو على النمو بشكل أكبر.

### تحسينات مدنية

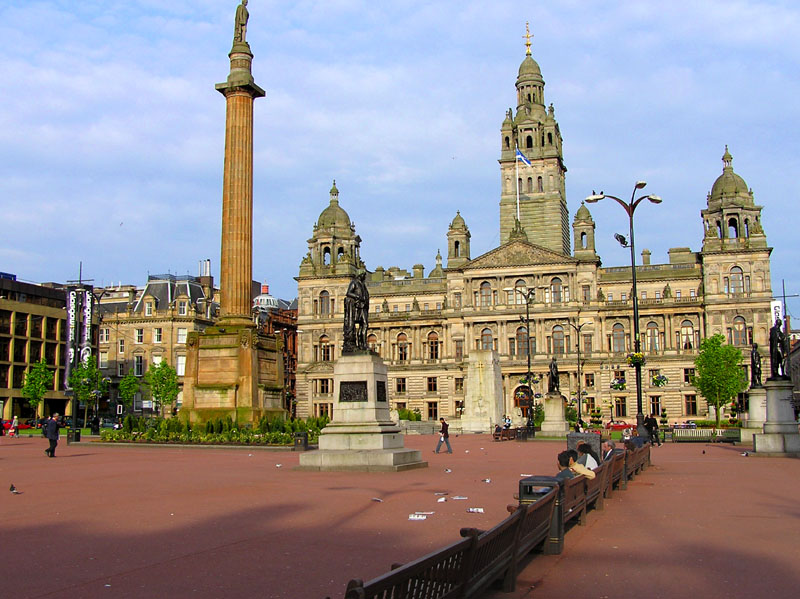
ساحة جورج وغلاسكو سيتي تشامبرز

مع زيادة ثروة المدينة، توسع مركزها غربًا حيث بدأت العمارة الفيكتورية المنتشرة فيما يعرف الآن بمنطقة Merchant City بالظهور. المباني العامة الجديدة مثل City Chambers في ساحة جورج، و Trades Hall في شارع Glassford ، ومكتبة Mitchell في Charing Cross أظهرت ثروة وغنى غلاسكو في أواخر القرن التاسع عشر بتصميماتها الداخلية المزخرفة ببذخ والأعمال الحجرية المنحوتة بشكل معقد. مع حدوث هذا التطور العمراني الجديد، ابتعدت المناطق المركزية في غلاسكو عن سابقتها في العصور الوسطى كمناطق هاي ستريت، وترونجيت، وسالت ماركت وروتنرو، وصارت هذه المناطق في حالة إهمال جزئي، وهو شيء لا يزال واضحًا في هذه الأماكن حتى يومنا هذا.
ازدهر التعداد السكاني لمدينة جلاسكو إلى حد كبير بسبب الأموال القادمة التجارة، وأيضًا بفضل الفرص التي أوجدتها الصناعات المختلفة الموجودة في المدينة وحولها. حيث بلغ عدد سكانها في عام 1750 32000 نسمة، وبحلول عام 1850 بلغ عدد سكانها 200000 نسمة. بدأ تخطيط المدن بشكل جدي في حوالي عام 1770، بتوجيه من جيمس باري الذي قام في عام 1772 بتنفيذ نظام شبكة جديد في شارع إنجرام. ومع ذلك، لم يواكب ذلك تزايد عدد السكان وكانت الظروف في الأحياء الفقيرة المكتظة سيئة السمعة.
سمح تفكيك نهر كلايد في سبعينيات القرن الثامن عشر للسفن الأكبر حجمًا بالتحرك أعلى النهر، مما وضع الأسس للصناعة وبناء السفن في جلاسكو خلال القرن التاسع عشر.
أدت وفرة الفحم والحديد في لاناركشاير إلى تحول غلاسكو إلى مدينة صناعية. كما أصبحت مصانع النسيج، القائمة على القطن والصوف، من كبار الموظفين في غلاسكو والمنطقة المحلية.

### بناء السفن

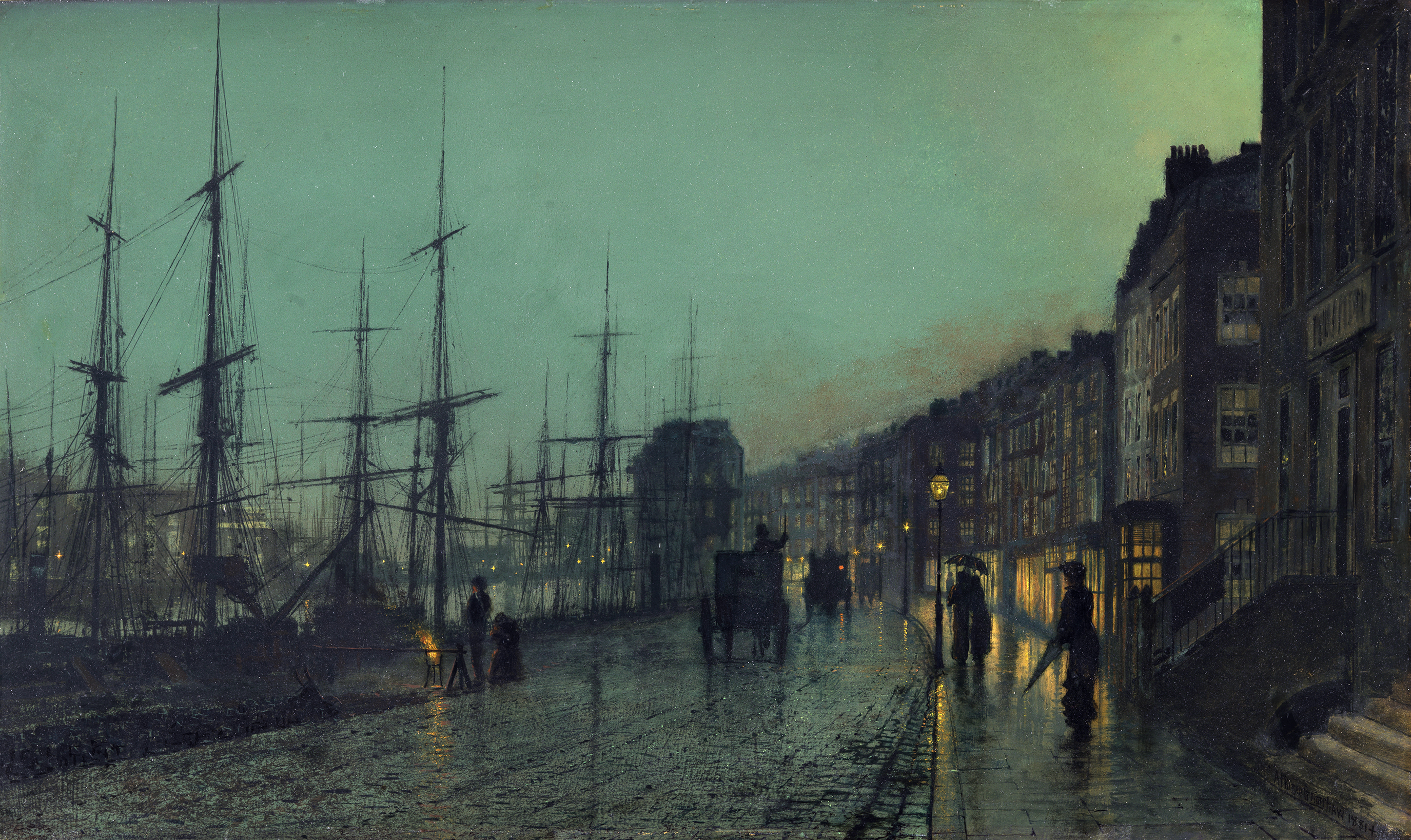
"Shipping on the Clyde" ، بقلم جون أتكينسون جريمشو ، 1881.

في عام 1893 تم اعتماد بورغ كمقاطعة لمدينة جلاسكو. أصبحت غلاسكو واحدة من أغنى المدن في العالم، وتم افتتاح نظام النقل العام المحلي والحدائق والمتاحف والمكتبات خلال هذه الفترة.
أصبحت غلاسكو واحدة من أكبر المدن في العالم، وعرفت باسم «المدينة الثانية للإمبراطورية» بعد لندن [على الرغم من أن ليفربول ودبلن والعديد من المدن البريطانية الأخرى تدعي ذلك]. بدأ بناء السفن في كليديسايد (نهر كلايد عبر غلاسكو ونقاط أخرى) عندما تم افتتاح الساحات الصغيرة الأولى في عام 1712 في حوض بناء السفن الخاص بعائلة سكوت في غرينوك. بعد عام 1860، تخصصت أحواض بناء السفن Clydeside في البواخر المصنوعة من الحديد (بعد عام 1870، المصنوعة من الفولاذ)، والتي سرعان ما حلت محل السفن الشراعية الخشبية لكل من الأساطيل التجارية والأساطيل الحربية حول العالم. أصبح Clydeside المركز البارز لبناء السفن في العالم. كما وأصبحت علامة صناعته التجارية Clydebuilt معيارًا صناعيًا للجودة، كما ومنحت أحواض بناء السفن في نهر كلايد عقودًا لصناعة السفن الحربية.

### صناعة المنسوجات
في أواخر القرن السابع عشر، كان الكتان الإسكتلندي يمثل تصديرًا رئيسيًا إلى إنجلترا. في عام 1680، كان يعمل في صناعة الكتان حوالي 12000 شخص في منطقة جلاسكو، وتم الترويج لهذه الصناعة بشكل كبير من قبل الحكومة. بفضل سلسلة من الإجراءات الحكومية والتدابير الضريبية المفيدة، بحلول عام 1770، أصبحت غلاسكو أكبر مصنع للكتان في بريطانيا. ومع ذلك، كانت الأذواق تتجه نحو المزيد من الأقمشة الشفافة، ولم تستطع الصناعة الاسكتلندية المنافسة من حيث الجودة. كان المناخ مثالياً لمعالجة القطن، ووجه مصنعو المنسوجات في غلاسكو انتباههم إلى إنتاج قطنيات موسلين من القطن الفاخر، حيث تفوقوا فيها، متحدين هيمنة الموسلين الهندي الذي كانت شركة الهند الشرقية تتداوله بحلول ثمانينيات القرن الثامن عشر. كانت المنسوجات، بما في ذلك البياضات العادية والمرقعة والمطبوعة،  وأغراض الملابس من بين صادرات اسكتلندا الرئيسية إلى المستعمرات المنتجة للتبغ من عشرينيات القرن الثامن عشر فصاعدًا. في حين أن غالبية هذه الصادرات تتكون في البداية من الكتان، بحلول نهاية القرن الثامن عشر، حل القطن محلها.
منذ خمسينيات القرن الثامن عشر، أدت أزياء شاش الحرير إلى إنشاء صناعة في بيزلي، والتي كانت ناجحة بشكل كبير. كانت النساء من جميع الطبقات الاجتماعية تقريبًا ترتدي شاش الحرير، ولا يمكن غسله دون أن يفقد بريقه، لذلك كان السوق مربحًا للغاية. بحلول ثمانينيات القرن الثامن عشر، تم تصدير شاش حرير بيزلي إلى إنجلترا وأيرلندا وأوروبا. مع تغير الموضة، سيطر القطن والشاش.

## القرن ال 20
جلبت الحرب العالمية الأولى عقود حرب كبيرة لبناة السفن، حتى مع دخول العديد من أمهر العمال في الخدمات.
كان مجلس المدينة فريدًا في المملكة المتحدة في تعيين فنان حرب رسمي فريدريك فاريل.
وشهدت الحرب ظهور حركة راديكالية تسمى «ريد كلاديسايد» بقيادة النقابيين المتشددون. في السابق كانت معقلًا ليبراليًا، تحولت المناطق الصناعية إلى حزب العمال بحلول عام 1922، مع وجود قاعدة بين مناطق الطبقة العاملة الكاثوليكية الأيرلندية. كانت النساء نشيطات بشكل خاص، متضامنات في قضايا الإسكان. ومع ذلك، عمل «الحمر» داخل حزب العمال وكان تأثيرهم ضئيل في البرلمان. لذلك تغير المزاج إلى اليأس السلبي في أواخر العشرينيات من القرن الماضي.

## تراجع الصناعة وفترة ما بعد الحرب

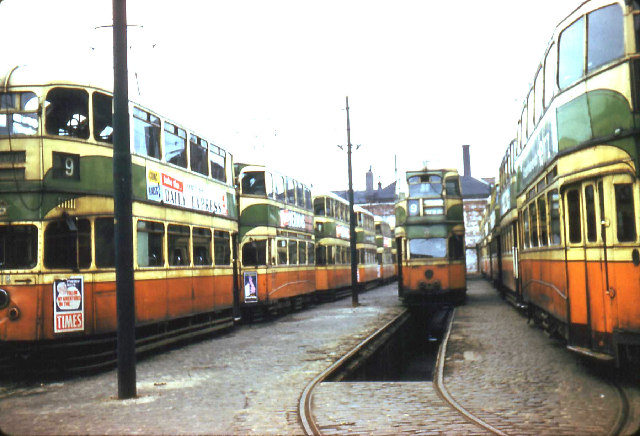
قبل وقت قصير من انتهاء خدمات الترام في غلاسكو في سبتمبر 1962، يمكن رؤية هذا الخط من الترام في انتظار التخلص منه في المستودع.

لم تفلت غلاسكو من آثار الكساد العظيم.

### الحرب العالمية الثانية
أدى اندلاع الحرب العالمية في عام 1939 مؤقتًا إلى إيقاف التدهور المستمر، حيث كانت أحواض بناء السفن والصناعات الثقيلة في المدينة تعمل على دعم المجهود الحربي بكامل استطاعتها، ولكن هذا أيضًا كان له ثمن - قصف Luftwaffe لكلاديسايد (أسوأها كان Clydebank Blitz في مارس 1941 (على الرغم من أن مدينة بناء السفن Clydebank كانت هدف التفجير خارج غلاسكو نفسها).

### إزالة التصنيع
على الرغم من أن السفن والقطارات كانت لا تزال تُبنى في كليديسايد، إلا أن العمالة الرخيصة في الخارج قللت من القدرة التنافسية لصناعات غلاسكو. بدأت قوى عظمى جديدة في بناء السفن مثل اليابان في الظهور حيث بدأت القدرة التنافسية لأحواض بناء السفن في غلاسكو في التدهور. بدأ بناة السفن الرئيسيون في كلايد في الإغلاق، ولكن ليس قبل أن يبني Clydebank واحدة من آخر السفن العظيمة، وهي «الملكة إليزابيث 2» التابعة لكونارد. اعتبارًا من اليوم، لا تزال هناك ثلاثة أحواض بناء سفن رئيسية على نهر كلايد، اثنان منها مملوكتان لشركة BAE Systems Naval Ships ؛ Govan و Scotstoun ، اللذان يركزان بشكل أساسي على تصميم وبناء السفن الحربية المتقدمة تقنيًا للبحرية الملكية والبحرية الأخرى. تضاءلت أيضًا وظيفة غلاسكو كميناء - فقد أدى إدخال الشحن بالحاويات إلى نهاية أرصفة وأرصفة النهر التي انهارت إلى الإهمال في أواخر الستينيات.

### تجديد
مع اقتراب الحرب العالمية الثانية من نهايتها، نشر كبير المهندسين في شركة جلاسكو - روبرت بروس - أول دراستين مؤثرتين للغاية حول كيفية تجديد المدينة في المستقبل بدون الصناعات الثقيلة المهيمنة التي جلبت لها الكثير من الثروة في الماضي. تقرير بروس ، كما سيصبح معروفًا لاحقا، سيصبح في النهاية مخطط غلاسكو حاليا. كان الهدف الأساسي هو إخلاء المركز المكتظ بالسكان، وتوزيع السكان إلى مناطق خارجية وبلدات جديدة، من أجل السماح بازدهار اقتصاد قائم على الخدمات الجديدة بمساعدة نظام نقل تم إصلاحه. على الرغم من رفض العديد من مقترحاته الأكثر جذرية لإعادة بناء وسط المدينة - دعا بروس إلى تدمير العديد من المباني الفيكتورية والإدواردية المهمة حاليا، إلا أن مقترحات الإسكان والنقل الواردة في التقرير تم اتباعها حرفياً. تم استبدال الأحياء الفقيرة ذات السمعة الطيبة (التي دمر العديد منها أو تضررت بشدة بسبب قنابل زمن الحرب) بجيل جديد من المباني السكنية الشاهقة ومجمعات الضواحي السكنية الكبيرة (المعروفة محليًا باسم «المخططات»). في حين غيرت مئات الأبراج الجديدة أفق المدينة إلى الأبد، حطمت الصروح الشاهقة العلاقات المجتمعية والهياكل الاجتماعية الراسخة. إلى جانب التصميم السيئ والبناء منخفض الجودة، خلقت بعض الكتل العديد من المشكلات التي تم حلها وأصبحت نقطة جذب للجريمة والحرمان. أعيد تسكين الآلاف من سكان جلاسكو في المدن الجديدة كمبيرنولد وإيست كيلبرايد . اقترح بروس أيضًا مخطط طريق دائري حول المنطقة المركزية، والذي سيصبح جزءًا من الطريق السريع M8، والذي قضى على مناطق تشارينغ كروس وأندرستون بشكل لا يمكن التعرف عليه، مع تدمير العديد من المباني الفيكتورية التاريخية لإفساح المجال لبنائها.

### الكآبة والنهضة
كانت السبعينيات وأوائل الثمانينيات فترات مظلمة في تاريخ المدينة، حيث توقفت مصانع الصلب ومناجم الفحم ومصانع المحركات وغيرها من الصناعات الثقيلة. أدى ذلك إلى بطالة جماعية ومستويات عالية من الاضمحلال الحضري. في أواخر الستينيات، اجتاح ذعر أخلاقي غلاسكو مع تركيز وسائل الإعلام والشرطة على عصابات الشباب الجديدة التي كانت أصغر سنا وأكثر عنفا وخطورة من عصابات الحلاقة في غلاسكو في عشرينيات وثلاثينيات القرن الماضي.
ومع ذلك، منذ منتصف الثمانينيات، تمتعت المدينة بنهضة اقتصادية وثقافية - فقد تطورت المنطقة المالية التي تتكون من عدد من مباني المكاتب الجديدة والمبنية لهذا الغرض بسرعة في الطرف الغربي من وسط المدينة، وقد أصبح هذا موطنًا الكثيرين من البنوك وشركات الاستشارات وتكنولوجيا المعلومات المعروفة والممارسات القانونية وشركات التأمين. بين عامي 1998 و 2001، نما قطاع الخدمات المالية المزدهر في المدينة بمعدل 30 ٪.
في الضواحي، تم بناء العديد من مشاريع الترفيه والتجزئة في المواقع السابقة للمصانع والصناعات الثقيلة. غلاسكو هو الموقع الأول لمراكزالاتصال في بريطانيا. يجادل النقاد بأن مثل هذه التطورات الجديدة هشة نسبيًا ولا تقدم العديد من فرص العمل طويلة الأجل التي تتطلب مهارات عالية، نظرًا لاعتمادها على قطاع الخدمات بدلاً من التصنيع.

### الشركات الكبرى
بينما تضاءل التصنيع في أهميته النسبية لاقتصاد المدينة، لا يزال هناك قطاع تصنيع قوي (رابع أكبر قطاع في المملكة المتحدة، وهو يمثل أكثر من 60٪ من صادرات اسكتلندا المصنعة) خاصة في مجالات الهندسة وبناء السفن والمواد الكيميائية، الطعام والشراب والطباعة والنشر والمنسوجات، وكذلك قطاعات النمو الجديدة مثل البرمجيات والتكنولوجيا الحيوية. تشكل غلاسكو أيضًا الجزء الغربي من Silicon Glen الذي ينتج أكثر من 30٪ من أجهزة الكمبيوتر في أوروبا، و 80٪ من محطات العمل، و 65٪ من أجهزة الصراف الآلي الخاصة بها. يقوم عدد متزايد من شركات Blue Chip بتأسيس عمليات رئيسية أو مقار رئيسية في غلاسكو، بما في ذلك BT و Abbey وNational Australia Group Europe و Royal Bank of Scotland وHBOS و Scottish Power وJPMorgan Chase وMorgan Stanley وBarclays وLloyds TSB . تعد شركة Scottish Power التي تتخذ من غلاسكو مقراً لها واحدة من ثلاث شركات اسكتلندية يتم إدراجها في تصنيفات Fortune Global 500 . تتناسب هذه الأسماء مع الشركات الأكثر رسوخًا، والتي تمثل القطاعات التقليدية لاقتصاد غلاسكو، بما في ذلك؛ Diageo و Allied Domecq و William Grant &amp; Sons و Tennent Caledonian Breweries و Whyte and Mackay و MacFarlane Group وBAE Systems وRolls-Royce Aero Engines و Imperial Chemical Industries وWeir Group و Aggreko .

## غلاسكو الحديثة

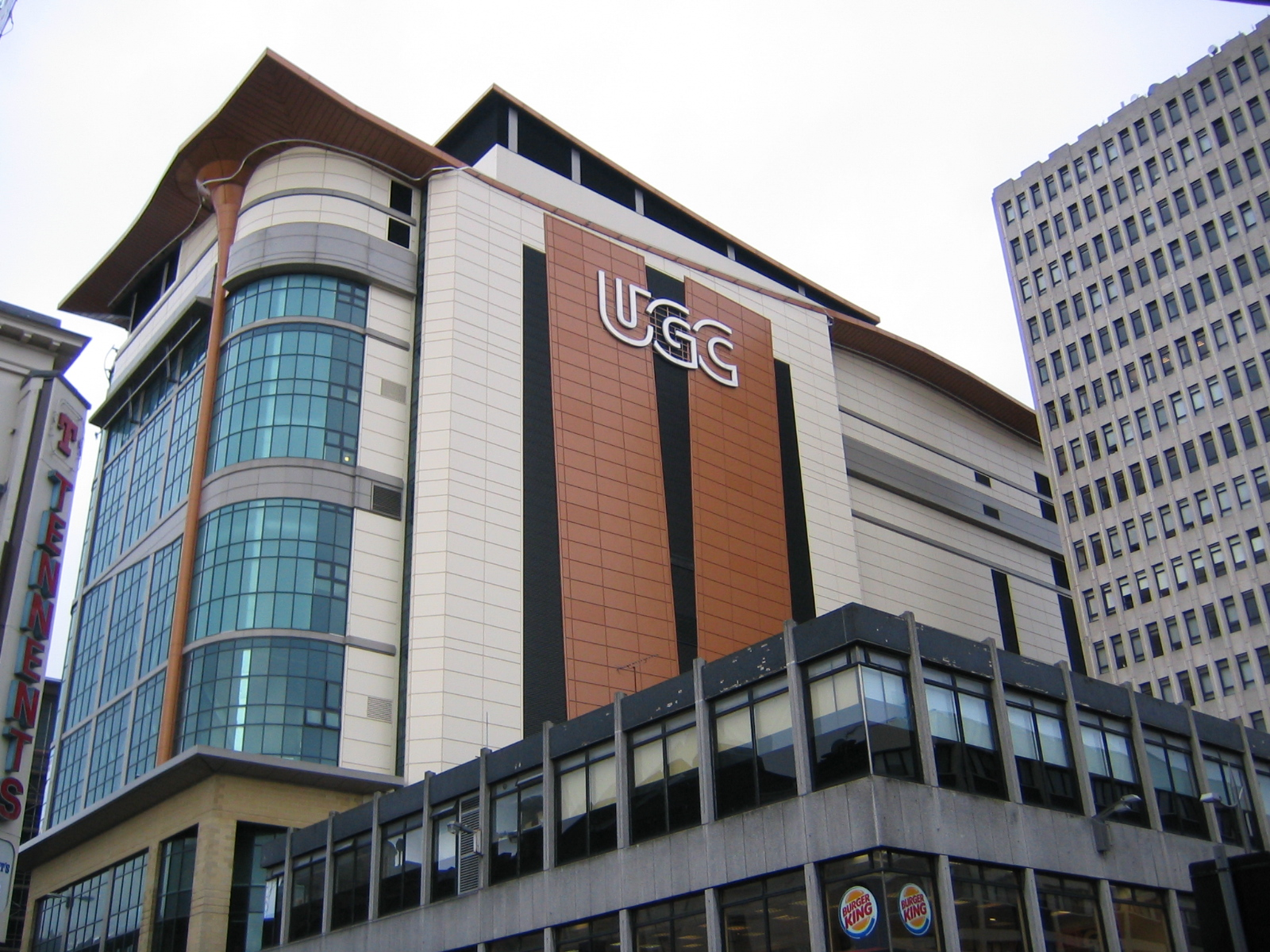
Cineworld في شارع رينفرو - أطول سينما في العالم

منذ الثمانينيات، تعيد غلاسكو بناء صورتها وهندستها المعمارية. بدأ مجلس المدينة برنامجًا لتنظيف عقود من السخام والأوساخ من مساكن المدينة العديدة والمباني البلدية، والكشف عن الأعمال الحجرية الفيكتورية الرائعة. بدلاً من هدم الشقق السكنية التي نجت، تم تنظيفها وتجديدها على نطاق واسع لتصبح مساكن خاصة مرغوبة. تمت إعادة تطوير الطرف الغربي للمنطقة الوسطى إلى منطقة أعمال مركزية جديدة تستمر في جذب الشركات المالية من جميع أنحاء العالم. في عام 1983، أعقب حملة Glasgow's Miles Better انقلاب كبير لمهرجان الحديقة الوطنية الذي أقيم في غلاسكو في عام 1988 في Prince's Dock في Govan. ثم تم تسمية غلاسكو مدينة الثقافة الأوروبية في عام 1990، تلتها مدينة العمارة والتصميم في عام 1999 والعاصمة الأوروبية للرياضة في عام 2003. تفتخر جلاسكو بأكبر مشهد للفنون المعاصرة في المملكة المتحدة خارج لندن، والذي يتركز في مهرجان الفنون السنوي «غلاسكو الدولي». كانت غلاسكو هي المدينة المضيفة لدورة ألعاب الكومنولث 2014 ، وأقيمت أحداث كرة القدم لدورة الألعاب الأولمبية 2012 في المدينة.
تم تحويل ضفة النهر في المدينة بشكل خاص - من الإهمال الصناعي الناجم عن تراجع بناء السفن إلى مركز ترفيهي وسكني. أصبحت ضفاف نهر كلايد ملعبًا لمطوري العقارات، حيث حلت كتل المكاتب والشقق الفاخرة الشاهقة محل أحواض بناء السفن القديمة ومخازن الحبوب والأرصفة والأرصفة.
غلاسكو هي عاصمة الموسيقى المعاصرة في اسكتلندا، ولديها العديد من الأماكن والنوادي مثل Barrowlands و King Tut's Wah Wah Hut التي تروج للفرق الموسيقية والدي جي الجديدة. بالإضافة إلى ذلك ، فهي موطن لفنانين مثل فرانز فرديناند وبيل وسيباستيان . تم افتتاح SSE Hydro في عام 2013، وهو ثالث أكثر الأماكن الموسيقية ازدحامًا في العالم.

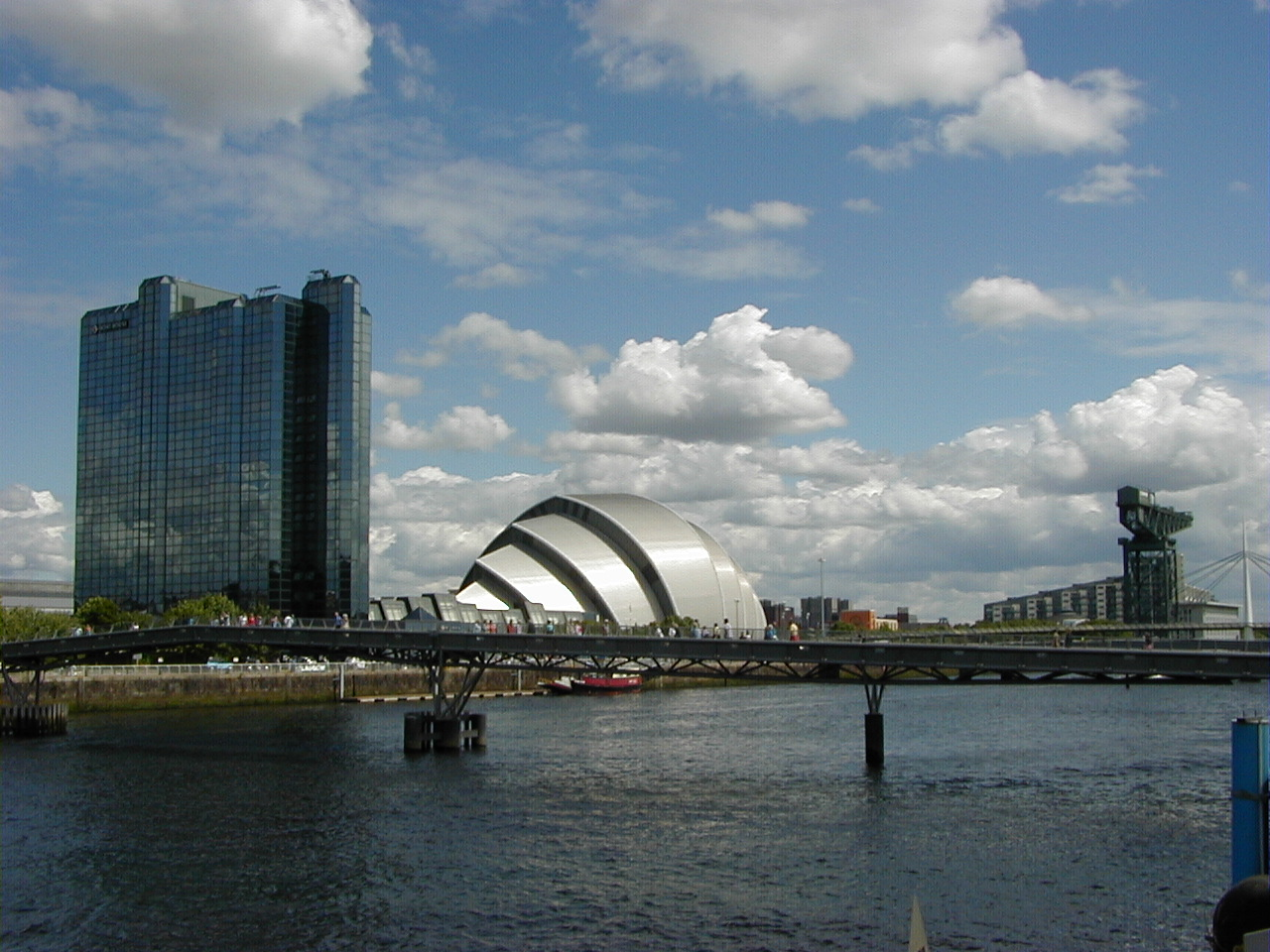
شهدت السنوات الأخيرة إعادة إحياء ضفاف نهر غلاسكو. عاد السلمون الآن إلى كلايد

ساهمت إعادة تطوير المناطق السكنية ، جنبًا إلى جنب مع الأنشطة الثقافية المتزايدة ، في خلق بيئة أفضل. بهذا نجح مجلس المدينة في جذب السياح والمؤتمرات والأحداث الرياضية الكبرى إلى المدينة. تم نقل الإسكان العام ، الذي كان يديره سابقًا مجلس مدينة غلاسكو ، إلى جمعية الإسكان في غلاسكو غير الربحية في عام 2003. أثر هذا على حوالي 80.000 عقار منشئا أكبر مالك اجتماعي في بريطانيا في منظمة مبتكرة يقودها المستأجر. بدأت GHA الجديدة بالفعل في عملية هدم العديد من المباني السكنية الخرسانية سيئة السمعة والأبراج الشاهقة التي تم بناؤها خلال الستينيات ، استعدادًا لجيل جديد من الإسكان العام.
قبل اندماج قوات الشرطة الاسكتلندية عام 2013 في شرطة اسكتلندا ، كانت قوة الشرطة المحلية في غلاسكو هي شرطة ستراثكلايد . تغطي منطقتها غلاسكو ورينفروشاير وأيرشاير ولاناركشاير ودانبارتونشاير وأرجيل وبوت. تأسست في عام 1975، خدمت القوة 2.2 مليون شخص واستبدلت شرطة المقاطعات المحلية وشرطة مدينة جلاسكو ، أول قوة شرطة في المملكة المتحدة.

## علم الآثار
في مارس 2019، كشف علماء الآثار المجتمعيون ، مع صبي يدعى مارك ماكجيتيجان ، عن منحوتات حجرية مفقودة منذ فترة طويلة في كنيسة غوفان القديمة باريش . يُفترض أن الحجارة التي يعود تاريخها إلى القرنين العاشر والحادي عشر الميلاديين والمعروفة باسم أحجار غوفان قد هُدمت عن طريق الصدفة عندما تم تدمير مبنى حوض بناء السفن المجاور في السبعينيات.
«هذا هو الاكتشاف الأكثر إثارة الذي أجريناه في Govan خلال العشرين عامًا الماضية. تعد Govan Stones مجموعة ذات أهمية دولية ، وتعزز هذه الأحجار المستعادة قضية اعتبار Govan مركزًا رئيسيًا للسلطة في العصور الوسطى» قال البروفيسور ستيفن دريسكول.

## روابط خارجية
- مقتطفات من سجلات Burgh of Glasgow ، 1573-1690 : مقتطفات من سجلات المجلس ، تم تحريرها لأول مرة بواسطة JD Marwick لصالح Burgh Records Society. نص كامل من ثلاثة مجلدات ، جزء من التاريخ البريطاني على الإنترنت.
- مواثيق غلاسكو ، 1175-1649 : حرّرها في الأصل جي دي مارويك لصالح جمعية بورغ للتسجيلات. مجلدين ، جزء من التاريخ البريطاني على الإنترنت.
- www.oldglasgowpubs.co.uk : تم تطوير موقع الويب هذا لتسجيل معالمنا المحلية ولإعطاء نبذة مختصرة عن تاريخ إنشاء الحانات. سيسجل الموقع أيضًا جميع العشارين الذين حصلوا على ترخيص للمؤسسة وتسجيل أكبر قدر ممكن من المعلومات عن الحانة لضمان عدم فقدها أبدًا.